# 模式口站
模式口站是北京地铁11号线的地铁车站，位于中国北京市石景山区金顶街街道石门路与模式口大街交叉口北侧，于2023年12月30日开通。

## 车站结构
本站总长189.2米，宽40.58米，主体结构北段为地下三层，其余为地下两层，采用側式月台，设有4个出入口、2个风亭组、3个安全出口及1个无障碍电梯。南端设有一条渡线供列车进行站前折返，北端设有一组交叉渡线供列车进行站后折返。由于现时11号线配车仅有5组，客流量亦不大，无需启用交叉渡线折返，故载客列车均在本站进行站前折返，仅启用西侧站台供旅客乘降，东侧站台则作为备用。

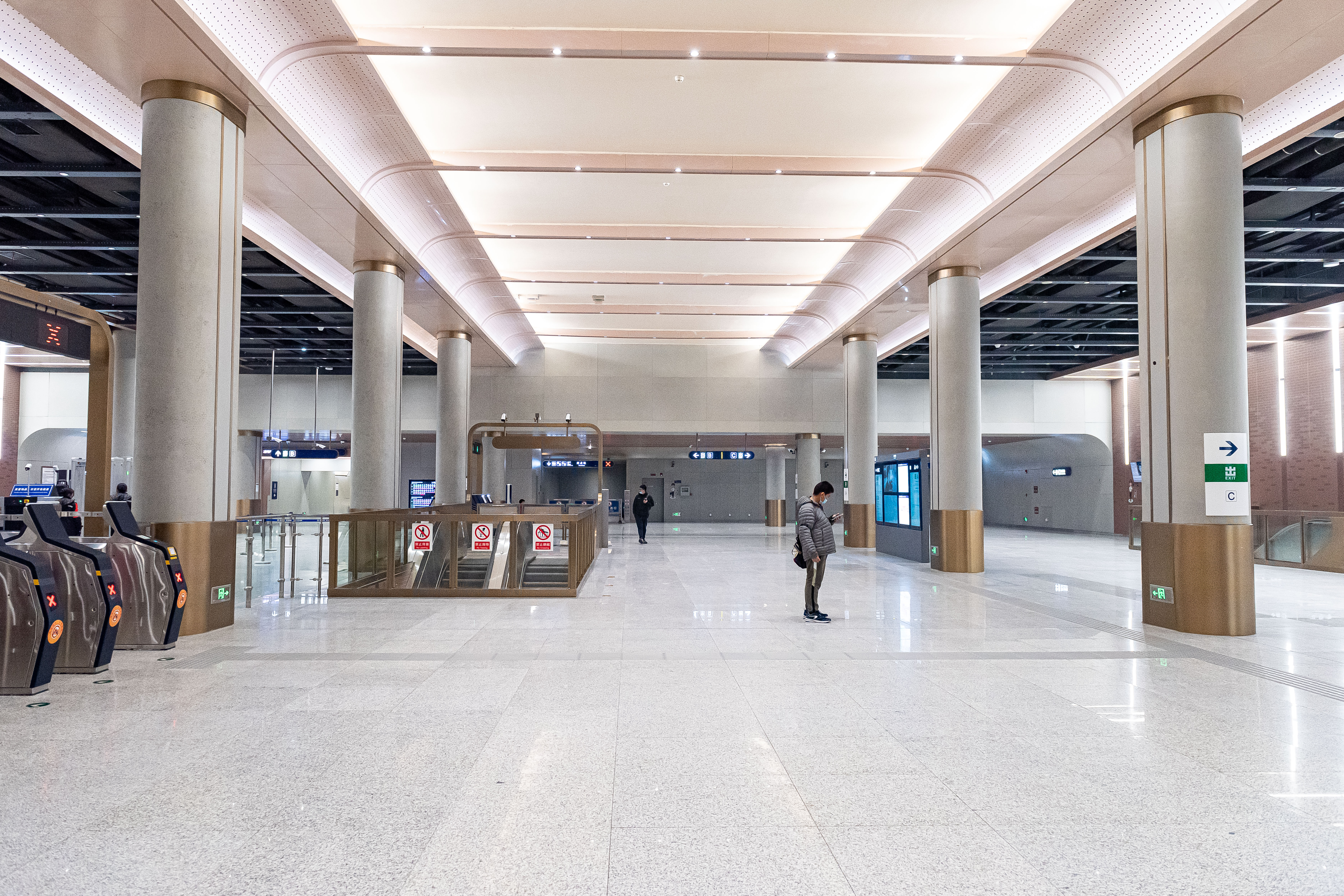
地下主站厅
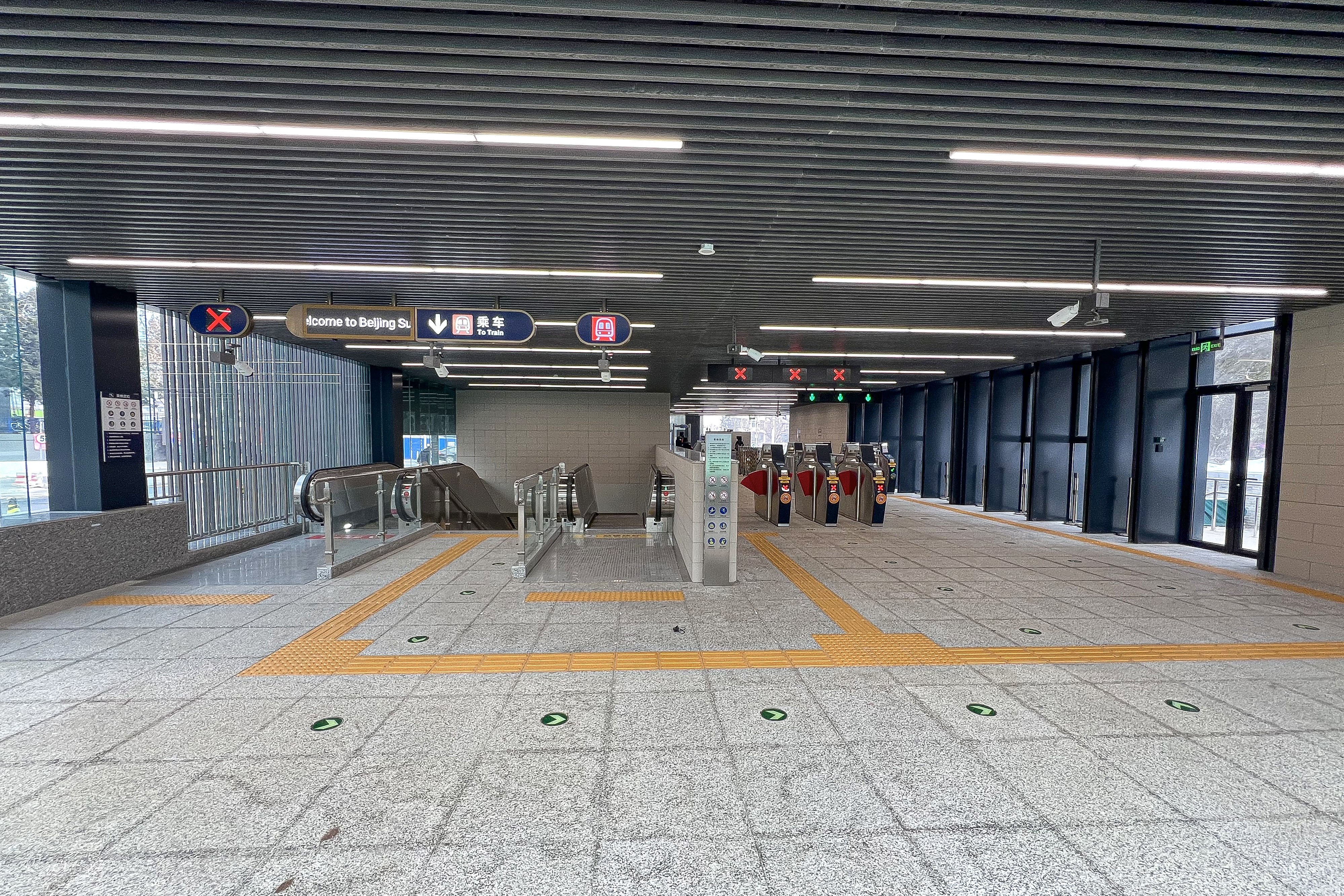
C口地面站厅

| 地面     |            | A-C出入口，C口问询、票务中心、安检、进出站闸机 |          |          |
| 地下一层 |            | 设备层                                         |          |          |
| 地下二层 | 11号线站厅 | 售票机、问询中心、安检、进出站闸机             |          |          |
| 地下三层 | 侧式站台   | 侧式站台                                       | 侧式站台 | 侧式站台 |
|          |            | 11号线备用站台，不使用                         |          |          |
|          |            | 11号线往新首钢（金安桥）                       |          |          |
|          | 侧式站台   |                                                |          |          |

- 地下主站厅
- C口地面站厅

## 出入口
|                       |                |                        |      |                |
| 編號                  | 指示           | 建議前往的目的地       | 图片 | 无障碍设施图片 |
| 出口 · A · 升降机标志 | 石门路（东侧） | 北京市第九中学         |      |                |
| 出口 · B              | 石门路（东侧） |                        |      | 不適用         |
| 出口 · C              | 石门路（西侧） | 石景山中学、石景山小学 |      | 不適用         |
| 註： 設有             |                |                        |      |                |

## 历史
本站工程名为金顶街站。2020年9月25日，北京市规划和自然资源委员会公布《关于轨道交通11号线西段工程沿线车站命名预案的公示书》，拟将金顶街站改为模式口站。2020年11月18日，本站正式定名模式口站。
2021年6月2日，本站主体结构封顶。11月15日，车站工程通过验收。
2021年12月31日，11号线一期（西段）开通试运营，本站未同期启用，但所有列车均在金安桥清客后空载驶至本站进行折返。
2023年7月31日，11号线一期（西段）剩余工程开始为期3个月的空载试运行。11月9日，本站正式交付运营方进入临管阶段。12月30日首班车起，本站开通启用。